# Pazarlar
Pazarlar là một huyện thuộc tỉnh Kütahya, Thổ Nhĩ Kỳ. Huyện có diện tích 159 km² và dân số thời điểm năm 2007 là 7087 người, mật độ 45 người/km².